# Igor Banović
Igor Banović (sinh 12 tháng 5 năm 1987) là một cầu thủ bóng đá Croatia thi đấu ở vị trí tiền vệ cho Lokomotiv Plovdiv ở Bulgarian First League.